# R Octantis
R Octantis är en pulserande variabel av Mira Ceti-typ (M) i stjärnbilden Oktanten. Stjärnan var den första i Oktantens stjärnbild som fick en variabelbeteckning.
Stjärnan varierar mellan visuell magnitud +6,4 och 13,2 med en period av 407 dygn.

## Fotnoter
1. ↑  Variabelstjärnornas beteckningar börjar med bokstäverna R-Z, därefter A-Q , följt av RR-ZZ och AA-QQ, varefter de börjar betecknas med bokstaven V och ett ordningsnummer, från och med V335.